# Aphaenogaster cecconii
Aphaenogaster cecconii é uma espécie de inseto do gênero Aphaenogaster, pertencente à família Formicidae.